# Juan Serra Constansó
Juan Serra Constansó (Igualada, 1864-Barcelona, 1924) fue un periodista, político, empresario y escritor español. 

## Biografía
Nació el 18 de noviembre de 1864 en Igualada, en una humilde familia, siendo el más joven de tres hermanos y una hermana. De pequeño ya destacaba por su afición a la lectura, por la curiosidad de saber todo lo que sucedía en Igualada y en cualquier otra parte, y por las ganas de contarlo. A los cinco años ya había leído el único libro que había en su casa: Los miserables, de Víctor Hugo, una novela de folletín en cincuenta entregas. A los seis años cada semana leía entera La Campana de Gracia a su madre, que no sabía leer ni escribir. Más adelante hizo lo mismo con la prensa local: El Eco del Noya. Fue a diferentes escuelas hasta los doce años, edad en la que entró como meritorio en el despacho de una empresa propiedad de un pariente suyo. Siguió aprendiendo de manera autodidacta. Comprando libros de segunda mano, a los dieciséis años consiguió tener una biblioteca con más de cien volúmenes. Se casó con Rita Montaner Seuba en 1894, con quien tuvieron cuatro hijas, tres de las cuales murieron de bebés. También quedó viudo muy joven, en 1906. 
Como ateneísta, hay que decir que ingresó como socio del  Ateneu Igualadí de la Classe Obrera  en 1879. Enseguida se implicó en tantas actividades como le proponían, formando parte de la coral y de la sección de teatro de aficionados. Fue en esta institución donde hizo amistad con Jaume Serra Iglesias, historiador y archivero del Ayuntamiento de Igualada. 
También fue en el Ateneo donde inició la tarea periodística, escribiendo —y haciendo de ilustrador— los semanarios manuscritos La Antorcha (1880) y La Colmena de Igualada (1880-1882), órganos de la institución. Después siguió colaborando en L’Ensaig (1882), El Porvenir de Igualada (1882-1883), El Ateneo en sus dos épocas (1885-98 y 1904-1911) y L’Ateneu (1911-1934). 
A lo largo de su vida formó parte de varias juntas directivas del Ateneu Igualadí, en dos ocasiones como presidente. En la primera de ellas (1890-1893), se hicieron unos jardines en los terrenos adquiridos en 1889 y se construyó una fuente con saltante de agua, se inauguró la iluminación eléctrica de la fachada del edificio y de los jardines y se restauraron la biblioteca y la sala de descanso. En el segundo mandato (1903-1905), se hicieron mejoras en la iluminación del teatro de la institución.
En cuanto su labor periodística, Serra Constansó también colaboró en varias publicaciones locales: El Eco del Noya (1877-1880), L’Escut Igualadí (1882-1883), La Democràcia (1883-1885), El Noticiero (1884-1889), Pàtria (1906-1910) y Sang Catalana (1914-1915). Dirigió El Igualadino (1893-1895 y 1904-1909) y L’Igualadí (1911-1912), órgano de los republicanos de la ciudad. Cabe decir que, a los dieciséis años, envió a su primer artículo en La Campana de Gracia (1870-1934), semanario satírico, republicano y anticlerical de Barcelona, en el que siguió escribiendo hasta su muerte. Se le conocen al menos los siguientes seudónimos: Juan del Noya, Delfín Amapola, Delfí Rosella, A. Cíbar, D.R., Armando Guasa, Salvi Pebre y Jeph de Jespus (Jespus era un pueblecito existente antes de la colonización romana en la Vila d’en Met, en Vilanova del Camí, municipio colindante con Igualada; en la época de Serra Constansó quedaban restos arqueológicos). Con este último seudónimo se hizo famoso en la prensa humorístico-satírica de Barcelona, sobre todo en La Campana de Gracia y en L'Esquella de la Torratxa (1879-1939), semanarios de la misma tendencia y propiedad del mismo editor. 
Durante los años que vivió en Barcelona por primera vez, del 1895 al 1902, frecuentaba dos locales. En Els Quatre Gats se relacionó con intelectuales y artistas como Santiago Rusiñol, Pere Romeu y Ramon Casas. En el Café de la Alhambra era uno de los miembros de la autodenominada Colla Àpats i Lletres, de la que también formaban parte Ángel Guimerá, Apeles Mestres y Salvador Bonavia, entre otros. En esta época colaboró en revistas humorístico-satíricas como La Bugadera (1897-1901), publicación manuscrita que escribían para chismear los de la Colla Àpats i Lletres, Lo Frare Mostèn (1894-1895), L’Olla (1897- 1898), la revista literaria y artística Quatre Gats (1899), Anís de Frare (1.896 a 1897) y La Perdiu ab Salsa (1902). Entró como redactor en La Campana de Gracia en 1900 y desde ese momento fue colaborador asiduo de L'Esquella de la Torratxa.
Por lo que se refiere a su carrera política, se puede decir que comenzó en 1883, siendo uno de los fundadores del Centre Catalanista de Igualada, que presidía su amigo Jaume Serra Iglesias. El Centro editaba el boletín mensual Lo Renaixement (1884-1886), dirigido por Serra Iglesias y en el que Serra y Constansó colaboraba. En 1886 el Centre Catalanista integró en el Ateneo, ya que la mayoría de sus miembros eran ateneístas. La ideología autonomista de Serra Iglesias y de Serra Constansó evolucionó hacia el republicanismo. Así, en 1893, Serra Constansó se convirtió en vocal de la primera junta del Círculo de la Unión Republicana. También cabe destacar su lucha contra el caciquismo desde el principio, comandando los grupos anti-godonistas (la familia Godó lideraba el Partido Liberal en la ciudad).
Uno de los frentes abiertos contra el caciquismo que representaba el alcalde Joan Godó i Llucià era la logia de Jespus, donde Serra Iglesias y Serra Constansó eran los hermanos más activos, el primero con el nombre de Caresmar y el otro de Enjolrás —este último nombre inspirado en el personaje de la novela Los miserables, de Víctor Hugo—. La logia masónica igualadina tuvo actividad desde 1889 hasta 1895 y, de hecho, era una escisión de la logia Bruch, que había reunido a los masones de Manresa y alrededores y de Igualada y los entornos. 
En 1903, habiendo regresado él de su primera etapa en Barcelona, los republicanos ganaron las elecciones municipales. Serra y Constansó se convirtió alcalde accidental de Igualada del julio de 1904 —cuando ocupaba el cargo de primer teniente de alcalde— hasta agosto de 1905, ya que el alcalde Josep Riba i Tous tuvo que dimitir por razones de salud. Durante el mandato de Serra Constansó se hicieron varias mejoras urbanísticas: se construyó la red de alcantarillado, se inauguró el matadero municipal, el proyectó el mercado pabellón de carne y pescado conocido como La Pajarera en la plaza del Blat (actual plaza del Ayuntamiento), se adquirieron unos terrenos para ampliar el cementerio viejo, se urbanizó la plaza del Vapor (ahora plaza de Catarineu), se construyeron aceras nuevas y se arreglaron de viejas, y se concedieron muchos permisos para que los particulares arreglaran sus fachadas. 
Se persiguió el juego y el curanderismo. Además, Serra Constansó impulsó el «Reglamento para el Servicio de Higiene Especial y Vigilancia de la Prostitución»: en una veintena de artículos se dictaban las condiciones de higiene necesarias, las revisiones médicas a las que tenían que someterse las prostitutas, las edades mínimas que debían tener las chicas y los clientes, etc. La comisión permanente de la junta provincial de sanidad del Gobierno Civil consideró «de gran conveniencia la aprobación de dicho reglamento» y calificó de «muy loable el celo manifestado por el Ayuntamiento» en este asunto.
El alcalde accidental puso empeño en gestionar el proyecto de ferrocarril secundario de Vilanova i la Geltrú hasta Calaf, pasando por Vilafranca del Penedès, Sant Quintí de Mediona e Igualada. Incluso viajó a Madrid para que el ministerio no descartara esta propuesta de buenas a primeras. De hecho consiguió que el ministerio lo tuviera en cuenta, aunque el proyecto nunca se convirtió en una realidad. 
Fue elegido diputado provincial en 1907 por el distrito Igualada-Vilafranca, en una candidatura promovida por el Centro Autonomista de Igualada y dentro del movimiento de la Solidaridad Catalana. Ocupó el cargo hasta el 1911. De esta etapa no se conocen muchos detalles, pero se sabe que se restablecieron las subvenciones a los ateneos. 
También fue empresario, formando parte del grupo de fundadores de la Electra Igualadina en 1903 y siendo el gerente de la compañía que produjo luz y energía eléctrica por primera vez en Igualada. La empresa mejoró la calidad de vida de los ciudadanos, que fueron abandonando las lámparas de aceite, y reportó muchos beneficios a la industria. Se sustituyeron las máquinas de vapor en las fábricas textiles, apareció una pequeña industria mecánica y el sector de los curtidos igualadino cogió una gran ventaja respecto a otras ciudades españolas con tradición de fábricas de curtidos. 
La Electra Igualadina, sociedad anónima de capital exclusivamente igualadino, fue comprada en 1912 por Energía Eléctrica de Cataluña y, al año siguiente, esta compañía la vendió a Riegos y Fuerzas del Ebro, empresa del mismo grupo (de hecho, ambas compañías se fusionarían en 1921). Uno de los acuerdos de la operación fue que Serra Constansó obtuviera un cargo directivo —director comercial— en Energía Eléctrica de Cataluña. Por este motivo, en 1913 se trasladó a vivir de forma definitiva en Barcelona, dejando además la responsabilidad de secretario que entonces ocupaba en la junta del Ateneo.
Como escritor, publicó cinco libros, todos ellos en catalán. Tonterías (1900) es una colección de ochenta y seis poemas de amor y desamor dedicados a una chica de la que estuvo enamorado en su juventud. La Barricada (1900) lleva por subtítulo Versos revolucionaris. Es un conjunto de veintidós composiciones poéticas de contenido político. Se critica el caciquismo y al clero, se alaba el republicanismo y se hace hincapié en la necesidad de unión de los republicanos y los autonomistas. 
En cuanto a los libros en prosa, Del viure alegre (1917) es un conjunto de catorce cuentos, cuyo tema son las mujeres y la relación del autor con ellas. En muchos casos las mujeres son personas de mala vida y el narrador intenta llevarlas por el buen camino. Los relatos suelen tener un final moralizante. Los tres primeros libros de Serra Constansó están firmados como Jehp de Jespus. En Quan jo tenia vint anys (1923), el escritor explica las diferentes formas de diversión en su juventud, organizando fiestas y actividades que llenaban el calendario anual. El pretexto para contarlo es una charla que tiene en el Ateneo con el hijo de un amigo suyo. En el apéndice de esta obra esbozó los veintidós dos temas que quería tratar en su próximo proyecto literario, un conjunto de artículos sobre hechos históricos sucedidos en Igualada entre 1863 y 1913. Sin embargo, Serra Constansó no vio publicado Mig segle de vida igualadina (1924) porque una neumonía acabó con su vida después de haber revisado las galeradas. En veinte capítulos explica los principales hechos ocurridos en la ciudad entre 1863 y 1880, dejando también gran cantidad de datos autobiográficos. El autor preveía escribir algún otro volumen que llegaría hasta el 1913, pero de este trabajo nunca se encontró ningún boceto más. Sus dos últimos libros están firmados como Joan Serra Constansó. 
Albert Rossell i Farré

## Obras literarias
- Tonterías (poesía, 1900)
- La Barricada. Versos revolucionaris (poesía, 1900)
- Del viure alegre (relatos, 1917)
- Quan jo tenia vint anys (1923)
- Mig segle de vida igualadina (1865-1880) (1924)